# 中央大学辞達学会
中央大学辞達学会（ちゅうおうだいがく-じたつがっかい）は、明治34年（1901年）に創設された中央大学の弁論部である。略称は辞達。OB・OG会に辞達クラブがある。元内閣総理大臣の海部俊樹や、塚本三郎元民社党委員長等を輩出した。

## 概要

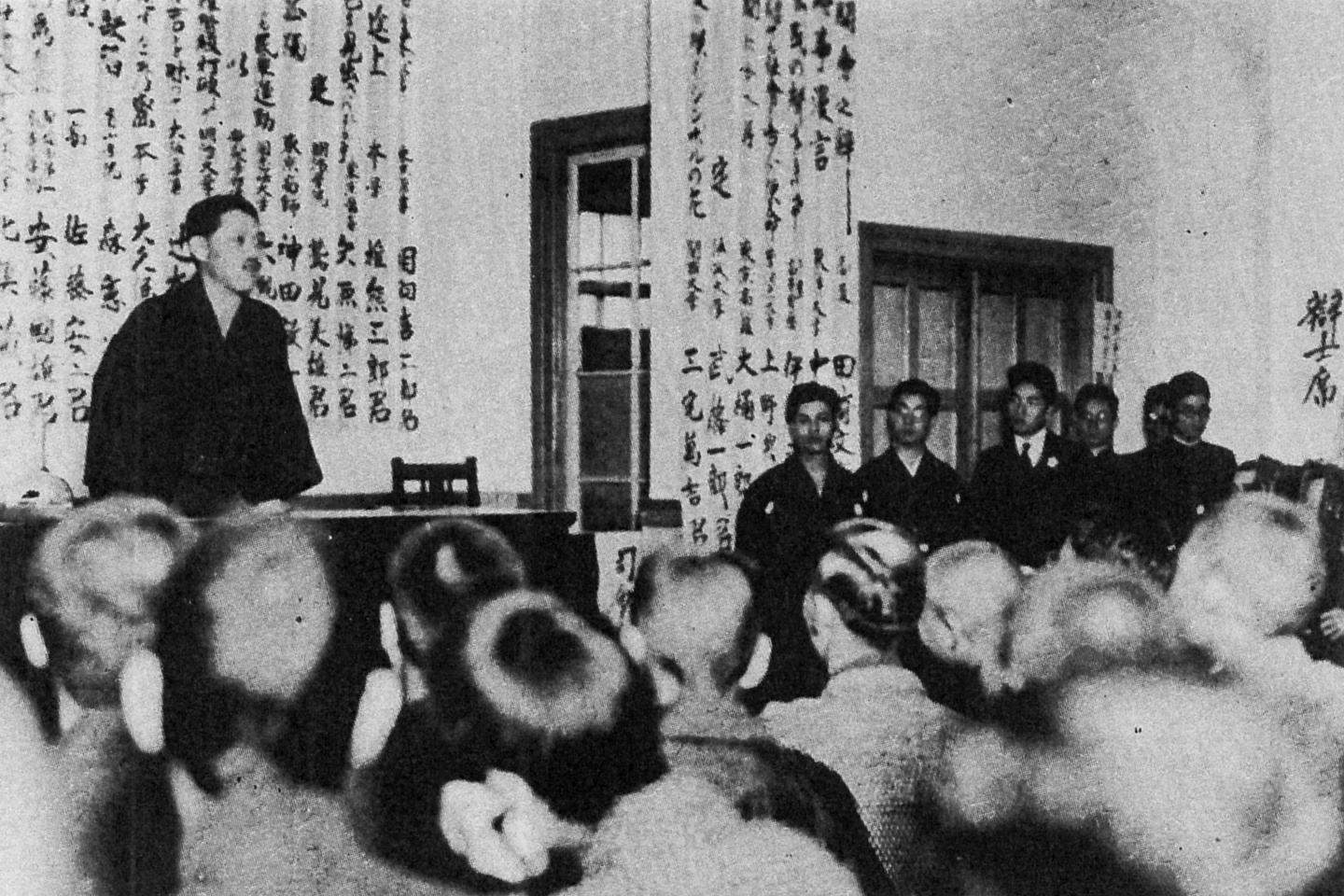
花井卓蔵の演説（1923年頃）

辞達学会は、中央大学学友会文化連盟に所属する大学唯一の弁論部である。会の名称である「辞達」は、創設者である花井卓蔵により、論語衛霊公第十五にある「子曰、辞達而巳矣（しいはく、じはたっするのみ）」から引用された。「言葉は、相手に伝わってこそ意味がある」という意味である。辞達学会は、この精神に基づきわかりやすい弁論を第一としている。
辞達学会は1901年（明治34年）に創設され、記録に残っている私立大学弁論部では最古のものであるともされる。慶應義塾大学弁論部、早稲田大学雄弁会、明治大学雄弁部等の弁論部とともに全国学生雄弁界において代表的な地位を築いている。政界、法曹界をはじめ多くの分野に人材を輩出している。
中央大学学員会（OB・OG会）に辞達学会、第二辞達学会卒業生で構成する辞達クラブおよび辞達のんき会がある。

## 沿革
- 明治18年（1885年）東京府神田区神田錦町に英吉利法律学校（中央大学の前身）創設[3]
- 明治34年（1901年）「生徒練弁会」の創設[4]
- 明治42年（1909年）会称を「辞達学会」に改める。初代会長に奥田義人、副会長に花井卓蔵
- 昭和17年（1942年）戦時により活動中止
- 昭和20年（1945年）終戦により活動再開
- 昭和21年（1946年）花井卓蔵杯全日本学生雄弁大会の開催開始
- 昭和33年（1968年）各大学の弁論大会が中止されるなか、花井杯も中断
- 昭和54年（1979年）中央大学の八王子への移転と共に、辞達学会も移転[4]。花井杯復活
- 平成22年（2010年）第五十回花井杯開催
- 令和5年（2023年）法学部の茗荷谷への移転に伴って、多摩キャンパスと茗荷谷キャンパスの両キャンパスで活動を開始

明治18年（1885年）、神田錦町に中央大学の前身である英吉利法律学校が創立された。学校では英法の実地応用の習練を強調し、その成果を高めるため訴訟演習が設けられた。この時、学内討論会が頻繁に行われ、辞達学会創設の下地が作られたといえる。
明治34年（1901年）、当時教授であった花井卓蔵博士と学生有志によって、辞達学会の前身である「生徒練弁会」が創設された。法学新報第12巻第1号に「実力の養成と弁論の練習は欠くべからざる所なるを以て討論会の外に生徒の申合せにて練弁会を組織し毎月一回之を実行せり。現時の状況によれば本会も亦大に有望にして毎回院友講師の出席演説あり」とある。明治35年以降、東京法学院大講堂にて練弁会議会演習（擬国会）が開催され、政治、法律、社会の各分野の議論を行った。
明治42年（1909年）、「生徒練弁会」の名称は花井卓蔵博士の提案により、論語を引用して「辞達学会」と改称された。会長に奥田義人教授、副会長に花井卓蔵教授が推戴された。花井は、「雄弁は術にあらずして人格の発露である。ゆえに雄弁道を歩まんとするものは、この道を通して人格の養成を成さなければならない」とし、華美な美辞麗句を戒め自己の所信を堂々と表明すること、雄弁の研鑽を通して人格を練磨することを掲げた。
明治44年（1911年）に中央大学に学友会が発足し、辞達学会は、経済学会、実業講話会（後の商学会）、英語会と同様に中央大学で最も古いサークルのひとつに数えられる。中央大学学友会規則第七条には「辞達学会は会員の弁論を練磨することを主眼とし、随時演説又は討論会を開き兼ねて専門の学者を招聘して学術講話会を開く」とある。
昭和21年（1946年）に夜間部として「第二辞達学会」が設置されたが、昭和48年（1973年）の卒業生を以て辞達学会に統合された。
昭和22年（1947年）、早稲田大学雄弁会を中心とする全関東学生雄弁連盟（全関）が、当時の法務政務次官の田中角栄の助力で「内閣総理大臣杯」を創設し、第１回大会が開催された。これは花井杯に対抗すべくより権威をつけるためであったが、辞達学会の出場弁士は全６回中、第５回を除きすべて優勝した。（第１回優勝者は、中央大学法学部専門部２年の海部俊樹。その後早大に編入。）その後総理大臣杯は、弁論形式を排しディベート形式へと移行した。
花井卓蔵杯争奪全日本雄弁大会は、日本国憲法の発布直後の昭和21年（1946年）11月5日に神田駿河台で第一回が開催された。以後、毎年連続して開催されていたが、学生紛争の影響で昭和42年（1967年）の第22回をもって中断された。昭和54年（1979年）に一度復活した。辞達学会卒業生でNHK解説委員の島田敏男は「同期生が中心になって、学園紛争当時に途絶えていた『花井卓蔵杯争奪全日本学生雄弁大会』を復活させるために、手探りでイベント運営に取り組んだのが最大の思い出です」と述べている。しかし、3回連続で開催された限りで再び中断された。
花井杯は、昭和61年（1986年）に当時の学生の尽力により再び復活し、第26回以後毎年連続で開催されている。平成22年（2010年）11月14日には第五十回記念の花井卓蔵杯争奪全日本雄弁大会を開催した。

## 活動
法学部が茗荷谷へ移転しものの、会自体は分裂せずに活動している。
2023年現在、中央大学多摩キャンパス（八王子市）と中央大学小石川キャンパス（文京区）に会室を置いている。
論語「子曰、辞達而巳矣」の精神に則り、弁論の作成・実施、演説、討論、遊説を通して、会員一人ひとりの人格の陶冶を目指している。元運輸大臣の楢橋渡によって戦後に作成された会独自の発声練習原稿があり、キャンパス内の「雄弁の丘」にて発声練習を行っている。一般的に弁論の練習のことを「演練」というが、辞達学会では歴史的に「練弁会」と呼ぶ。
弁論大会前の5日間は集中作成期間と呼ばれる活動を行う。そこで、5日間を通し全員で弁論作成、議論を行う。
弁論の論題は様々であり、政治、経済産業、金融、安全保障、外交、農林水産業、社会保障、地方行政、司法、哲学等多岐に亘る。
イベント毎に「中央大学校歌 草のみどり」「辞達学会会歌」「応援歌」「進め辞達」を歌う慣例が残っている。

### 主催の弁論大会
- 全国学生新人弁論大会　平成15年（2003年）から主催
- 花井卓蔵杯争奪全日本雄弁大会　昭和21年（1946年）から開催

現在、花井杯は学生雄弁界で最も古い大会となる。
花井卓蔵記念ディベート大会は、現在開催されていない。

### 講演会
「新入生歓迎講演会」と称し、弁の立つ政治家を中心に毎年講演会を行っている。

### 遊説
年に一回、地方都市で街頭演説を行っている。

### 機関紙の発行
機関紙『獅子吼』は現在発行されていない。

## 創立関係者
- 花井卓蔵（元衆議院副議長、法学博士、弁護士）
- 奥田義人（元中大学長、司法大臣）
- 花井忠（第3代検事総長、中大教授）

## 主な出身者

### 政治家
- 佐竹晴記（大正8年卒、元衆議院議員、民主社会党）
- 須磨弥吉郎（大正8年卒、元衆議院議員、駐スペイン公使、改進党）
- 保利茂（大正13年卒、第59代衆議院議長、自由民主党）
- 島村一郎（大正14年卒、元衆議院議員、自由民主党）
- 米田吉盛（大正15年卒、元衆議院議員、神奈川大学創立者・元学長）
- 椎熊三郎（昭和2年卒、元衆議院副議長、自由民主党）
- 大久保伝蔵（昭和3年卒、元衆議院議員、自由党、元山形市長、元中大理事）
- 小林進（昭和10年卒、元衆議院議員、社会党）
- 稲葉修（昭和11年卒、元衆議院議員、元法務大臣、自由民主党など、中大法学部教授）
- 楢橋渡（昭和15年卒、元衆議院議員、運輸大臣）
- 上林與市郎（昭和16年卒、元衆議院議員、社会党）
- 林百郎（昭和16年卒、元衆議院議員、日本共産党）
- 海部俊樹（昭和26年卒、元内閣総理大臣、自由民主党など。早稲田大学雄弁会にも所属）
- 塚本三郎（昭和27年卒、元衆議院議員、民社党委員長）
- 飯村恵一（昭和29年卒、元都議会議員、元台東区長）
- 中山正暉（昭和30年卒、元衆議院議員、郵政大臣など、自由民主党）
- 狩野勝（昭和33年卒、元衆議院議員、自由民主党）
- 長野祐也（昭和38年卒、元衆議院議員、新自由クラブなど、政治評論家）
- 吉川春子（昭和39年卒、元参議院議員、日本共産党）
- 天野進吾（昭和41年卒、元静岡市長、自由民主党）
- 西川政善（昭和41年卒、元徳島県小松島市長）
- 牧野聖修（昭和44年卒、元衆議院議員、経済産業副大臣、民主党）
- 斉藤滋宣（昭和53年卒、秋田県能代市長、元参議院議員）
- 秋葉賢也（昭和62年卒、元衆議院議員、元復興大臣、自由民主党）
- 宮崎岳志（平成5年卒、元衆議院議員、日本維新の会）
- 斉藤進（平成6年卒、元衆議院議員、民主党）
- 武井俊輔（平成9年卒、元衆議院議員、自由民主党）
- 道下大樹（平成10年卒、衆議院議員、立憲民主党）

### その他
- 戸田修三（昭和22年卒、元中央大学学長・法学部教授）
- 清水睦（元中央大学法学部教授）
- 沖村憲樹（昭和38年卒、元科学技術審議官）
- 飯田良明（昭和44年卒、社会学者）
- 市川哲夫(昭和49年卒、テレビプロデューサー )
- 島田敏男（昭和56年卒、NHK解説委員）
- 上念司（平成5年卒、経済評論家）
- 倉山満（平成8年卒、憲政史家）
- 篠田吉央（平成17年卒、OHK岡山放送アナウンサー）